# Новомирский (Минераловодский городской округ)
Новоми́рский — хутор в составе Минераловодского района (городского округа) Ставропольского края России.

## География
Расстояние до краевого центра: 95 км. Расстояние до районного центра: 37 км.

## История
До 2015 года хутор Новомирский находился в составе муниципального образования «Сельское поселение Нижнеалександровский сельсовет» Минераловодского района Ставропольского края.

## Население
| 1989 | 2002 | 2010 | 2014 | 2021 |
| ---- | ---- | ---- | ---- | ---- |
| 123  | ↘34  | ↘33  | ↗34  | ↘33  |

По данным переписи 2002 года, 47 % населения — карачаевцы.